# Медина, Мануэль (боксёр)
Хуан Мануэль Рубио Медина (исп. Juan Manuel Rubio Medina; род. 30 марта 1971, Текуала) — мексиканский боксёр, представитель полулёгкой весовой категории. Выступал на профессиональном уровне в период 1985—2008 годов, владел титулами чемпиона мира по версиям IBF, WBC, WBO, IBC.

## Биография
Мануэль Медина родился 30 марта 1971 года в муниципалитете Текуала штата Наярит, Мексика.
Дебютировал в боксе на профессиональном уровне в возрасте 14 лет в октябре 1985 года.
В декабре 1989 года завоевал титул интерконтинентального чемпиона во второй полулёгкой весовой категории по версии Всемирной боксёрской ассоциации (WBA) и затем дважды защитил полученный чемпионский пояс.
В мае 1990 года стал обладателем вакантного титула чемпиона мира по версии Международного боксёрского совета (IBC).
В июле 1990 года единогласным решением судей взял верх над бывшим чемпионом мира Стивом Крусом (34-4).
Благодаря череде удачных выступлений в 1991 году удостоился права оспорить титул чемпиона мира в полулёгком весе по версии Международной боксёрской федерации (IBF), который на тот момент принадлежал американцу Трою Дорси (11-3-4). Во втором раунде чемпионского боя Медина побывал в нокдауне, но, несмотря на это, он сумел восстановиться и одержал победу единогласным решением, забрав чемпионский пояс себе.
Четыре раза защитил полученный титул чемпиона, выиграв в том числе у таких известных боксёров как Том Джонсон (26-1-1) и Фабрис Бенишу (32-10). Лишился чемпионского пояса в рамках пятой защиты в феврале 1993 года в повторном поединке с Томом Джонсоном (30-2-1) — на сей раз судьи раздельным решением отдали победу его сопернику.
В июне 1993 года Медина предпринял попытку заполучить титул чемпиона мира IBF во втором полулёгком весе, но уступил по очкам пуэрториканцу Джону Джону Молине (31-3).
В 1994 году выиграл титул чемпиона Североамериканской боксёрской федерации (NABF).
В 1995 году попытался вернуть себе титул чемпиона мира IBF в полулёгком весе и в третий раз встретился с Томом Джонсоном (37-2-1), однако вновь был побеждён судейским решением. При этом чуть позже забрал титул чемпиона мира по версии Всемирного боксёрского совета (WBC), победив по очкам соотечественника Алехандро Гонсалеса (37-2). В том же году при первой же защите Медина утратил титул, потерпев поражение единогласным решением от филиппинца Луисито Эспиносы (36-7).
Продолжая активно выступать в профессиональном боксе, в августе 1996 года Мануэль Медина оспорил титул чемпиона мира по версии Всемирной боксёрской организации (WBO), принадлежавший непобеждённому британцу Насиму Хамеду (22-0), однако проиграл техническим нокаутом в одиннадцатом раунде.
В мае 1997 года вновь боксировал за титул чемпиона мира WBC с Луисито Эспиносой (40-7) — их бой был остановлен в восьмом раунде из-за открывшегося у Эспиносы сильного рассечения над правым глазом, возникшего после непреднамеренного столкновения головами. Таким образом, судьи вынесли техническое решение, отдав предпочтение филиппинскому боксёру.
В августе 1997 года Медина был нокаутирован американцем Дерриком Гейнером (20-4).
Несмотря на два проигрыша подряд, Медина оставался на высоких позициях в рейтингах и в апреле 1998 года ему удалось отобрать титул чемпиона мира IBF у соотечественника Эктора Лисарраги (35-8-5). Этот титул он защитил один раз, лишившись его в ноябре 1999 года после встречи с англичанином Полом Инглом (21-1).
В ноябре 2001 года по очкам победил американца Фрэнка Толедо (40-5-1), забрав у него титул чемпиона IBF. Тем не менее, снова оставался чемпионом не долго — при первой же защите в том же году утратил титул, потерпев поражение решением большинства судей от другого представителя США Джонни Тапии (51-2-2).
В феврале 2003 года вышел на ринг против Хуана Мануэля Маркеса (39-2) в бою за вакантный титул чемпиона IBF в полулёгком весе, но проиграл техническим нокаутом в седьмом раунде.
Также в 2003 году дважды подряд встречался с шотландцем Скоттом Харрисоном (19-1-1) — сначала победил его раздельным решением, забрав у него титул чемпиона мира WBO, затем проиграл техническим нокаутом, лишившись титула. При этом Медина повторил достижение Шугар Рэй Робинсона, сумев пять раз завоевать пояс чемпиона мира в одной весовой категории — за всю историю бокса только двум боксёрам удалось это сделать.
Впоследствии выступал во втором полулёгком весе, отметился победой над Кевином Келли (59-7-2), встречался в претендентских поединках с такими известными южноафриканскими боксёрами как Кассиус Балойи (33-3) и Малькольм Классен (22-4-2), но победить их не смог, завершив спортивную карьеру в 2008 году. В общей сложности провёл на профи-ринге 84 боя, из них 67 выиграл (в том числе 32 досрочно), 16 проиграл, тогда как в одном случае была зафиксирована ничья.